# Roemeense leu
De Roemeense leu (meervoud lei) is de Roemeense munteenheid. Eén leu is opgedeeld in 100 bani (enkelvoud ban). De huidige ISO-code is RON. De naam Leu betekent letterlijk leeuw en is afgeleid van de Nederlandse daalders waarop een leeuw werd afgebeeld, de Leeuwendaalders. Deze circuleerden in de zeventiende eeuw ook in deze regio en deze werden vaak 'lei' genoemd (leeuwen). Een leu is gelijk aan 100 bani. De munten worden geslagen door Monetăria Statului.

## Waarde
Op 1 juli 2005 vond er een revaluatie van de leu plaats vanwege de geringe waarde van de munteenheid en bankbiljetten variërend van 10.000 t/m een miljoen leu. De nieuwe leu (met ISO-code RON) kreeg de waarde van 10.000 oude leu (ROL). Hiermee kwamen nieuwe biljetten van 1 t/m 500 leu in omloop. Een nieuwe leu is ongeveer gelijk aan vijfentwintig eurocent (2022).

## Invoering van de euro
Aanvankelijk mikte Roemenië op toetreding tot de eurozone in 2013. Dit werd meerdere malen uitgesteld met een nieuwe streefdatum in 2019. Het huidige streven is 2029.

## Munten
- 1 ban
- 5 bani
- 10 bani
- 50 bani

De munten van 1 en 5 bani zijn nauwelijks meer in gebruik. De meeste prijzen worden afgerond op de hele leu (naar boven), of wisselgeld in bani wordt - tegen de wettelijke regels in - nauwelijks teruggegeven.

## Bankbiljetten
De huidige bankbiljetten werden vanaf juli 2005 in omloop gebracht en hebben dezelfde afmetingen als eurobankbiljetten, zodat machines bij een toekomstige overstap naar de euro makkelijker zijn aan te passen. Deze polymeerbiljetten zijn gemaakt van plastic en hebben een doorzichtig 'raam'.
| Waarde  | Voorzijde | Achterzijde | Beeltenis voorzijde | Beeltenis achterzijde                                                |
| ------- | --------- | ----------- | ------------------- | -------------------------------------------------------------------- |
| 1 Leu   |           |             | Nicolae Iorga       | Kathedraal van Curtea de Argeș                                       |
| 5 Lei   |           |             | George Enescu       | Roemeens Atheneum in Boekarest                                       |
| 10 Lei  |           |             | Nicolae Grigorescu  | Traditioneel huis uit de regio Oltenië                               |
| 20 Lei  |           |             | Ecatarina Teodoroiu | Mausoleum van Mărășești                                              |
| 50 Lei  |           |             | Aurel Vlaicu        | Vliegtuig A Vlaicu II                                                |
| 100 Lei |           |             | Ion Luca Caragiale  | Het oude gebouw van het nationaal theater van Boekarest              |
| 200 Lei |           |             | Lucian Blaga        | Een watermolen uit de Hamangiacultuur                                |
| 500 Lei |           |             | Mihai Eminescu      | Centrale bibliotheek van de Alexander Jan Cuza-universiteit van Iași |

## Trivia
- Deze valuta is anno 2017 ook in Nederland in te wisselen, bij bijvoorbeeld de Grenswisselkantoren. De leu kan ook in Roemenië zelf worden gewisseld.
- In 1917 werd noodgeld uitgegeven. Het biljet van 10 bani dat toen in omloop kwam is het kleinste bankbiljet dat ooit in omloop is geweest.